# 夢見るダンシングドール
「夢見るダンシングドール」（ゆめみるダンシングドール）は、Mスリーのデビューシングル。2013年3月27日にSONIC GROOVEから発売された。

## 発売形態
- CD+DVD盤：AVCD-16340/B
- CD+フォトブック盤：AVCD-16341
- CD盤：AVCD-16342
- mu-moショップ限定盤ピクチャーレーベルCD（ランダム4種）：AVCD-16344
- mu-moショップ限定盤ピクチャーレーベルCD4種コンプリートセット&CD+フォトブック：AVC1-16345A

## 収録曲
（全作詞・作曲・編曲：生田真心）
CD
1. 夢見るダンシングドール [3:10]
  - TBS系バラエティ番組『アッコにおまかせ!』エンディングテーマ（2013年2月 - 4月）[6]
2. Glory days [4:14]
3. 夢見るダンシングドール（Instrumental） [3:11]
4. Glory days（Instrumental） [4:11]

DVD
1. 夢見るダンシングドール -Music Clip-
2. 夢見るダンシングドール -Making Movie-
3. 夢見るダンシングドール（Dance Edition）（特典映像）